# Sofia Imber
Sofia Imber là một nhà báo người Venezuela và là một ủng hộ viên nghệ thuật.

## Những năm đầu
Cô sinh ra tại Soroca, Moldavia vào ngày 8 tháng 5 năm 1924 trong một gia đình người Do Thái. Imber chuyển tới Venezuela với gia đình khi cô bốn tuổi. Imber cưới nhà báo và nhà ngoại giao người Venezuela Guillermo Meneses. Em gái cô là Lya Imber, người phụ nữ đầu tiên lấy được bằng y học tại Venezuela. Imber có ba con gái là Sara, Adriana, Daniela Meneses Imber và một con trai Pedro Guillermo chết năm 2014.